# Сент-Пол (Аляска)
Сент-Пол (англ. St. Paul; алеут. Tamax̂ Amix̂) — город в зоне переписи населения Западные Алеутские острова, штат Аляска, США.

## География
Город расположен на острове Святого Павла, который входит в группу островов Прибылова. Площадь города составляет 765,4 км², из которых 104 км² — суша и 661 км² (86,36 %) — вода.
Климат Сент-Пола характеризуется как арктический морской. Средние температуры в течение года изменяются в довольно небольшом диапазоне. Средний годовой уровень осадков — около 600 мм.

## Население
По данным переписи 2000 года население города составляло 532 человека. Расовый состав: коренные американцы (85,90 %), белые (12,97 %), население островов Тихого океана (0,56 %), представители двух и более рас (0,56 %). Доля лиц в возрасте младше 18 лет — 29,5 %; лиц от 18 до 24 лет — 9,6 %; лиц от 25 до 44 лет — 32,5 %; лиц от 45 до 64 лет — 22,9 % и лиц старше 65 лет — 5,5 %. Средний возраст населения — 32 года. На каждые 100 женщин приходится 123,5 мужчин.
Из 177 домашних хозяйств в 48,4 % — воспитывали детей в возрасте до 18 лет, 40,1 % представляли собой совместно проживающие супружеские пары, в 22,0 % семей женщины проживали без мужей, 30,5 % не имели семьи. 24,9 % от общего числа семей на момент переписи жили самостоятельно, при этом 6,2 % составили одинокие пожилые люди в возрасте 65 лет и старше. В среднем домашнее хозяйство ведут 2,88 человек, а средний размер семьи — 3,44 человек.
Средний доход на совместное хозяйство — $50 750; средний доход на семью — $51 750. Средний доход мужчины — $32 583; средний доход женщины — $29 792; средний доход на душу населения — $18 408. Примерно 6,4 % семей и 11,9 % всего населения города проживают за чертой бедности, включая 18,9 % лиц младше 18 лет и никого из лиц старше 65 лет.
Динамика численности населения города по годам:
| 1910 | 1950 | 1960 | 1970 | 1980 | 1990 | 2000 | 2010 |
| ---- | ---- | ---- | ---- | ---- | ---- | ---- | ---- |
| 291  | 359  | 378  | 450  | 551  | 763  | 532  | 479  |

## Экономика и транспорт
До 1985 года основу экономики всех островов Прибылова составляла контролируемая на федеральном уровне добыча морских котиков. Сегодня основную роль в экономике играет ловля рыбы и морепродуктов. Лежбища котиков и птичьи базары привлекают на остров множество туристов (около 700 человек ежегодно).
На острове расположен аэропорт Сент-Пол-Айленд, включающий 1 взлётно-посадочную полосу с размерами 1981 x 46 метров и с асфальтовым покрытием. Авиакомпания PenAir обеспечивает регулярные рейсы в Анкоридж, используя пассажирский турбовинтовой самолёт Saab 340.